# Invasion of the Star Creatures
Invasion of the Star Creatures este un film SF american din 1962 regizat de Bruno VeSota. În rolurile principale joacă actorii Bob Ball, Frankie Ray, Gloria Victor, Dolores Reed.

## Actori
- Robert Ball - Pvt. Philbrick (ca Bob Ball)
- Frank Ray Perilli - Pvt. Penn (ca Frankie Ray)
- Joanne Arnold - Dr. Puna (ca Gloria Victor)
- Dolores Reed - Prof. Tanga
- Trustin Howard - Sergeant (ca Slick Slavin)
- Mark Ferris - Colonel Thomas Awol
- Jim Almanzer
- Anton Arnold
- Anton von Stralen
- Mark Thompson
- Allen Dailey